# Сєверо-Восточні Сади
Сєверо-Восточні Сади (рос. Северо-Восточные Сады; адиг. Темыр-КъокІыпІэ Чъыгхатэхэр) — хутір Майкопського району Адигеї Росії. Входить до складу Кіровського сільського поселення.
Населення — 3634 особи (2015 рік).